# ایر ممفیس
ایر ممفیس (به انگلیسی: Air Memphis) یک شرکت هواپیمایی است که در ۱ اوت ۱۹۹۵ میلادی تأسیس شده‌است. دفتر مرکزی ایر ممفیس در قاهره، مصر واقع شده‌است و قطب این شرکت هواپیمایی در فرودگاه بین‌المللی قاهره قرار دارد.